# Riccardo Benedetti
Riccardo Benedetti (Livorno, 1953) è un matematico italiano, professore di geometria all'Università di Pisa.

## Biografia
Nato a Livorno nel 1953,  ha svolto i suoi studi e percorso tutta la carriera accademica all’Università di Pisa, con diverse esperienze all'estero come professore visitatore, in particolare presso le Università Paris VII, Paris Sud- Orsay, Nagoya, l'Institut Fourier-Grenoble. È  professore ordinario di Geometria all'Università di Pisa dal 1987.  È stato direttore di diverse tesi di dottorato tra cui quelle di Daniele Alessandrini, Silvia Benvenuti, Francesco Bonsante, Francois Costantino, Domenico Luminati, Carlo Petronio che sono stati tutti attivamente impegnati nella ricerca matematica.

## Attività scientifica
Nella prima fase delle sue ricerche, Riccardo Benedetti, collaborando con esperti del settore tra cui Alberto Tognoli, Masahiro Shiota, Jean-Jacques Risler,  si è soprattutto interessato alla geometria algebrica e semi-algebrica reale: questioni di finitezza ed effettività o sui modelli algebrici reali per strutture lisce o poliedrali. Tra i principali risultati di questo periodo: la dimostrazione (con Maria Dedò) che la condizione di Sullivan sulla parità delle caratteristiche di Eulero locali caratterizza la topologia degli insiemi algebrici reali compatti tra i poliedri 2-dimensionali; (sempre con M. Dedò) la determinazione di un'effettiva ostruzione topologica alla rappresentabilità di classi di omologia (mod 2) di varietà differenziabili compatte per mezzo di cicli algebrici di qualsiasi modello algebrico reale non singolare, la cui esistenza è assicurata da un celebre teorema di Nash-Tognoli.
In una fase successiva si è occupato soprattutto della geometria e topologia delle varietà di dimensione bassa, promuovendo la costituzione a Pisa di un gruppo di ricerca su questi temi. Tra i principali risultati: una soluzione (con Alexis Marin) nel caso delle 3-varietà di una famosa congettura di Nash sull'esistenza di modelli algebrici reali razionali; la classificazione (con Robert Silhol) delle immersioni di superficie in 3-varietà orientabili, a meno di omotopia regolare o cobordismo, con applicazioni ad un classico risultato di B. Segre sui tipi delle rette tracciate sulle superficie cubiche reali; tra i prodotti principali di una lunga collaborazione con Carlo Petronio: una monografia che è diventata una diffusa referenza sulle varietà iperboliche, la fondazione e le applicazioni della teoria delle "spine ramificate" delle 3-varietà compatte; la dimostrazione  (con J. Bellissard e J-M. Gambaudo) della "Gap Labelling Conjecture" per le pavimentazioni (non periodiche) di {\displaystyle \mathbb {R} ^{n}}, rilevante nello studio quantistico dei cristalli liquidi; la fondazione e lo sviluppo (con Stephane Baseilhac) della cosiddetta quantum hyperbolic field theory'' in 3D, basata sui dilogaritmi matriciali derivati dai 6j-simboli di Kashaev e sue relazioni con la cosiddetta quantum Teichmuller field theory''; sviluppando alcuni risultati già ottenuti con il fisico Enore Guadagnini sul tempo cosmologico degli spazio-tempo 2+1 piatti, la fondazione (con Francesco Bonsante) di una teoria generale delle "rotazioni di Wick canoniche" in gravità 3D sugli spazio-tempo 2+1 globalmente iperbolici a curvatura costante di segno arbitrario.

## Riconoscimenti e affiliazioni
Nel 2014 è stato insignito dell'Ordine del Cherubino dall'Università di Pisa.

## Opere
- (con Maria Dedo') Counterexamples to representing homology classes by real algebraic subvarieties up to homeomorphism, Compositio Math. 53 (2), 1984.
- (con Jean-Jacques Risler) Real algebraic and semialgebraic sets, Hermann, Paris, 1990.
- (con Carlo Petronio) Lectures on hyperbolic geometry, Universitext Springer-Verlag, 1992.
- (con Alexis Marin) Dechirures de varietes de dimension trois et la conjecture de Nash de rationalite' en dimension trois, Comment. Math. Helv. 67 (4), 1992.
- (con Carlo Petronio) Branched standard spines of 3-manifolds, Springer LNM 1653, 1997.
- (con Stephane Baseilhac) Classical and quantum dilogarithmic invariants of flat PSL(2,C)-bundles over 3-manifolds, Geometry & Topology 9, 2005.
- (con Jean Belissard e Jean-Marc Gambaudo) Spaces of tilings, finite telescopic approximations and gap-labelling, Communications in Mathematical Physics 261, 2006.
- (con Francesco Bonsante) Canonical Wick Rotations in 3-Dimensional Gravity, Memoirs of the A.M.S. 198, 2009.